# 加鲁阿

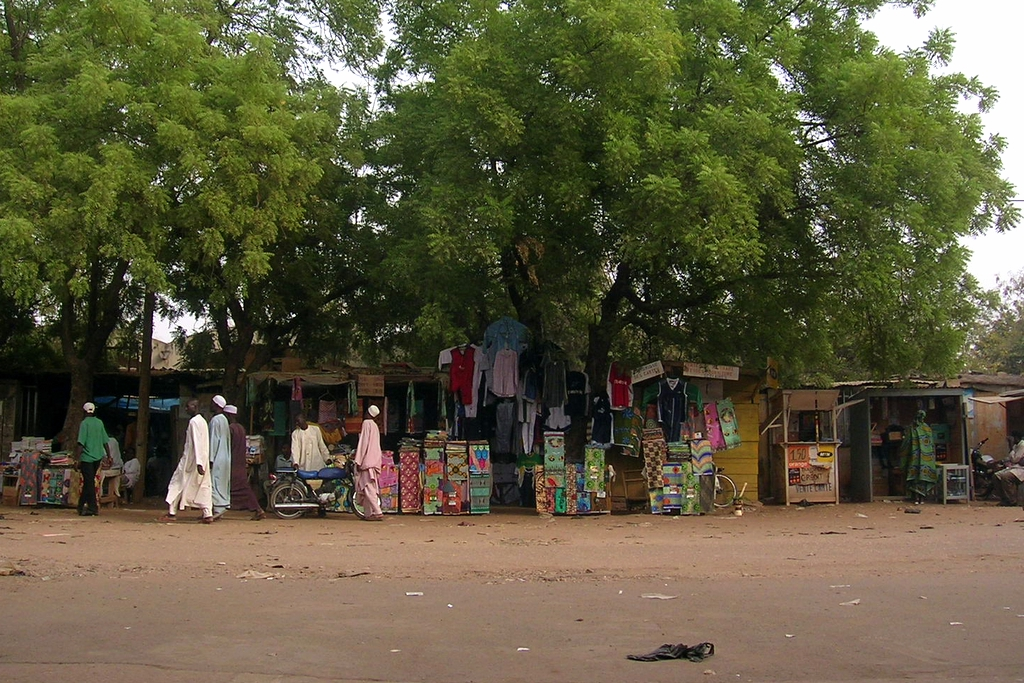
加鲁阿

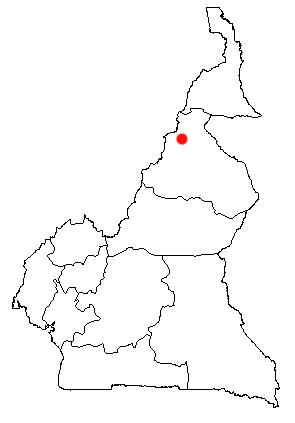
加鲁阿在喀麦隆的位置

加鲁阿（法語：Garoua）是喀麦隆的一座城市，北部省首府，位于贝努埃河畔，是重要的河港，海拔高度249米，市內有紡織和機場設施，北面是瓦扎國家公園，是一个重要的河港。该城估计人口为490,000。